# Cohors XXX Voluntariorum
La Cohors XXX Voluntariorum fue una unidad auxiliar romana del tipo cohorte quinquagenaria peditata, reclutada entre ciudadanos romanos de todo el Imperio, formada por 480 soldados, distribuidos en 6 centurias de 80 hombres, con sendos centuriones a su frente y dirigida por un tribunus cohortis. Se la conoce por tan solo cuatro testimonios epigráficos, dos inscripciones y dos ladrillos sellados con su figlina.

## Historia
La cohorte fue reclutada en algún momento del siglo II de entre los ciudadanos romanos para reforzar la guarnición de la provincia de Germania Superior, ya que los emperadores necesitaban tener a su disposición tropas entrenadas y equipadas como el de las legiones romanas, pero sin la necesidad de reclutar una nueva legión, tarea ardua y cara. Fue asignado al saliente fronterizo de la ciudad de Nida, concretamente al castellum Echzell, donde se encontraron materiales sellados con su figlina. Hacia 175, bajo Marco Aurelio, fue dirigida por el tribuno Cayo Julio Pudente y de esta época es también una tessera aenea procedente de Summus Poeninus en Suiza, sobre la calzada que comunicaba el norte de Italia con el limes germánico.
En algún momento del imperio de Cómodo o del de Septimio Severo fue trasladada al limes del Danubio, concretamente a la provincia Panonia Superior, donde se constata su presencia en el castellum Gerulata (Bratislava, Eslovaquia) y en el castellum Devin (Eslovaquia), ambos puestos avanzados romanos en lado germano de la frontera. No se conocen más testimonios de esta unidad.